# ライサー
ライサー（英語：Ricer）とは、
1. 自動車をより速くて高性能な車に「見せる」ために行う改造のこと。また、そうした改造を行う人のことを指す隠語で、おもに侮蔑的な意味で使われる。比較的新しい言葉で、多くは米国で使用されている。本項目で詳述。
2. ポテトライサー（英語版）。調理器具の一種。茹でたジャガイモをつぶして米粒大の穴から押し出し、マッシュポテトを作る器具。

## 定義
自動車に限らず、古くから米食文化圏（東アジア・東南アジア）を侮蔑する表現に Rice burner がある。また、趣味のオートバイでは、イギリス製を駆逐した日本製に対し、Rice rocket、Rice machine、Rice grinder などの蔑称がある。
現在のところライサーの定義に決まったものはないが、一般的には、以下のうち一つ以上を満たしている車や人のことを指す。
- 必要以上に大径のホイールを装着している。（概して車両価格そのものよりも高価である）
- 動力性能の向上にはほとんど繋がらないマフラーを装着している。（ただ大音量を出すために装着している）
- 車体後部に大きなスポイラー（GTウイング）を装着している。（空力性能の向上にはほとんど繋がっていない）
- クリアタイプのテールレンズを装着している。
- 多数のネオン管やLEDによる照明（電飾）を車内外に装着している。

こうした改造車のなかでも特に数が多い日本車にちなみ、米を指す rice 由来の ricer や、これらに乗る小僧を指す Rice boy という言葉が生まれ、侮蔑的に使われている。